# أحمد السويدي
أحمد أحمد صادق السويدي هو رجل أعمال مصري ويشغل منصب العضو المنتدب في مجموعة السويدي إلكتريك ونائب رئيس مجلس الإدارة لشؤون الكابلات في المجموعة والتي تشمل سبع شركات.

## دراسته
درس في كلية الهندسة بجامعة القاهرة وتخرج منها عام 1987.

## مسيرته العملية
التحق بشركة العائلة «السويدي إلكتريك» عام 1986، وهي الفترة التي بدأت فيها الشركة بالتحول من تجارة الأجهزة الإلكترونية إلى تصنيعها. ووصل إلى منصب الرئيس التنفيذي عام 1997، وهو العام الذي بدأت فيه الشركة بافتتاح مصنع جديد كل سنة بدايةً من مصنع للمحولات ثم مصانع للكابلات الخاصة وأخرى للبلاستيك والنحاس. وفي عام 2000 بدأت الشركة بتصدير منتجاتها إلى سوريا وليبيا ولبنان والسودان ودخلت مرحلة توسّع في الأسواق الخارجية. ويركز أحمد السويدي نشاطه داخل المجموعة في مجال الكابلات، فهو نائب رئيس مجلس الإدارة لشؤون الكابلات حيث يدير 7 شركات في هذا الإطار وهي العربية للكابلات والسويدي إلكتريك للمقاولات وجياد السويدي للكابلات والسودان رانفورمس والشام للكابلات وإيجيبتك للكابلات والعربية للكابلات. في حين يدير شقيقه الأكبر صادق السويدي ثلاث شركات ويدير شقيقه الأصغر محمد السويدي الشركة المتحدة للصناعات.
في عام 2021، وصلت حصته في مجموعة السويدي إلكتريك إلى نحو 25%. ويعتبر أحمد السويدي، مع شقيقيه، من أكبر المستثمرين في البورصة المصرية.

## الحياة الخاصة
أحمد السويدي متزوج وله ابنان وابنة.